# Дунин-Борковский, Ежи Север
Ежи Север Теофил Дунин-Борковский (пол. Jerzy Sewer Teofil Dunin-Borkowski; 1 октября 1856, Дубецко, Австрийская империя — 23 октября 1908, Млыниска, Австро-Венгрия) — политик, государственный и общественный деятель, историк, геральдист и генеалог.

## Биография
Ежи Дунин-Борковский родился 1 октября 1856 года в городе Дубецко гмине Дубецко, Галиция, в польской аристократической семье графа Эдуарда Камиля Дунина-Борковского герба Лебедь и графини Лауры, урождённой Красицкой герба Рогаля. Учился в школах в Тарнополе и Фельдкирхе, выпускной экзамен сдавал в средней школе в Кракове. Изучал право в университетах Инсбрука и Вены.
Имел во владении значительные земельные угодья и имения в Залещицком повете: Грудек, Щитовцы, Дунинов, Кулаковцы, Костельники и Касперовцы.
Посвящал много времени общественной работе, способствовал развитию польского образования, строил народные школы и детские приюты. Занимал различные общественные и административные должности, в том числе:
- председатель рады Трембовельского повета (1885—1903 гг.);
- председатель сберегательной кассы в Трембовле[1] (1889—1904 гг.);
- член Государственного Совета Австро-Венгерской монархии (1889—1891 и 1897—1900 гг.);
- член Львовской городской рады (1889—1905 гг.);
- председатель Галицкого лесного общества (1901—1908 гг.)[2].

Ежи Дунин-Борковский умер 23 октября 1908 года в Млыниске, был похоронен в семейной усыпальнице Дуниных-Борковских на Лычаковском кладбище во Львове (по другим данным, согласно некрологу в «Газете Львовской» (пол. «Gazeta Lwowska»), был похоронен в Млынисках).

## Награды и звания
18 августа 1880 года был пожалован в камергеры австрийского императорского двора. Был кавалером Мальтийского ордена (22 мая 1879), рыцарем Большого креста Ордена Святого Гроба Господнего Иерусалимского (23 мая 1884).
Являлся почётным гражданином Трембовли (1887), Збаража (1889), Янува, Струсова (1887) и Будзанова (1892).

## Геральдическая деятельность
В течение многих лет занимался геральдическими и генеалогическими исследованиями. Был членом итальянской Королевской академии генеалогии и геральдики (с 1888 года) и почётным членом французского геральдического общества Conseil heraldique de France (с 1891 года). Являлся одним из основателей Львовского геральдического общества, первым председателем которого стал в 1906 году.
Являлся автором целого ряда геральдических и генеалогических сборников и справочников, в том числе:
- Jerzy Sewer Teofil Dunin Borkowski. Rocznik szlachty polskiej (пол.). — Lwów, 1881. — Т. 1. — 224 с.
- Jerzy Sewer Teofil Dunin Borkowski. Rocznik szlachty polskiej (пол.). — Lwów, 1883. — Т. 2. — 534 с.
- Jerzy Sewer Dunin-Borkowski. Spis nazwisk szlachty polskiej (пол.). — Lwów, 1882. — Т. 1. — 138 с.
- Jerzy Sewer Dunin-Borkowski. Spis nazwisk szlachty polskiej (пол.). — Lwów, 1887. — Т. 2. — 172 с.
- Jerzy Sewer hr. Dunin-Borkowski. Panie polskie przy dworze rakuskim (пол.). — Lwów, 1891. — 291 с.
- Jerzy Sewer hr. Dunin Borkowski. Genealogie żyjących utytułowanych rodów polskich (пол.). — Lwów, 1895. — 767 с.
- Jerzy Dunin Borkowski. Almanach błękitny. Genealogie żyjących rodów polskich (пол.). — Lwów; Warszawa, 1908. — 1127 с.

## Семья
Был женат на Эльжбете, урождённой Лось герба Домброва, приданым и наследством которой стали имения Должанка и Домаморыч (Тарнопольский повет), а также Янув, Млыниска, Кобыловлоки, Слободка Яновска и Знесенье (Трембовельский повет), приумножившие земельные владения Дуниных-Борковских. Супруги имели восьмерых детей.